# Paul Pairet
Paul Pairet (Perpiñán, 29 de junio de 1964) es un chef francés, reconocido por ser el fundador de restaurantes como Mr & Mrs Bund, Ultraviolet y Polux, todos ubicados en Shanghái, China.

## Biografía

### Inicios
Pairet nació en Perpiñán y estudió en una escuela de hostelería en Toulouse después de una formación científica. Logró notoriedad mediática mientras dirigía el Café Mosaic en París en 1998. Durante los siguientes quince años trabajó como chef en Estambul, Hong Kong, Sídney y Yakarta. En 2005 se instaló en Shanghái para abrir Jade on 36, un restaurante vanguardista en el Hotel Pudong Shangri-La que dirigió hasta 2008.
En abril de 2009 abrió Mr & Mrs Bund en el edificio Bund 18 de Shanghái, donde fue elogiado por sus interpretaciones de los clásicos del bistró. El restaurante fue clasificado como el séptimo mejor de Asia y el 43.er mejor del mundo en 2013, convirtiéndose en el primer restaurante de China continental en la lista de los 50 mejores restaurantes del mundo.

### Ultraviolet y Polux
En febrero de 2010, Pairet presentó por primera vez su idea de un restaurante de una sola mesa que utilizaba la tecnología para ofrecer una experiencia de cena inmersiva y multisensorial en público, en el Festival de Comida OFF5 Omnivore en Deauville, Francia. Esta idea se convirtió en el restaurante Ultraviolet, inaugurado en Shanghái en mayo de 2012. Ultraviolet fue clasificado como el octavo mejor restaurante de Asia en la lista de los 50 mejores restaurantes de Asia tanto en 2013 como en 2014, ocupando posiciones similares en las listas publicadas en los años siguientes.
A mediados de marzo de 2019, Pairet abrió un nuevo establecimiento, el café Polux en Xintiandi, Shanghái.